# Polystichum deflexum
Polystichum deflexum là một loài thực vật có mạch trong họ Dryopteridaceae. Loài này được Ching ex W.M. Chu miêu tả khoa học đầu tiên năm 1992.